# Francisco Adolfo de Varnhagen

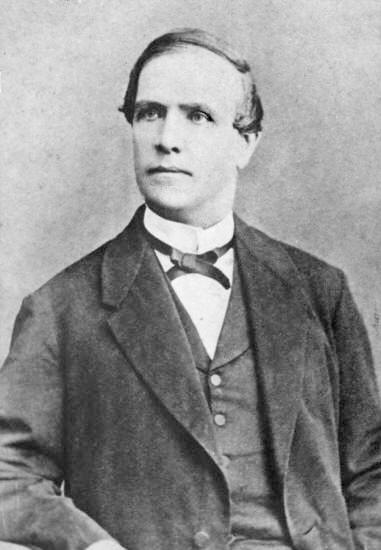
Francisco Adolfo de Varnhagen, Visconde de Porto Seguro (1816–1878), Abb. ca. 1870

Francisco Adolfo de Varnhagen, 1872 Baron und 1874 Visconde de Porto Seguro (* 17. Februar 1816 in São João de Ipanema, Bundesstaat São Paulo, Brasilien; † 26. Juni 1878 in Wien) war ein brasilianischer Historiker und Diplomat. Er gilt als der „Vater der brasilianischen Geschichtsschreibung“.

## Leben
Varnhagen war der Sohn des deutschen Ingenieurs Ludwig Wilhelm Varnhagen (1783–1842) und der Portugiesin Dona Maria Flávia de Sá Magalhães. Ludwig Wilhelm Varnhagen stand ab 1803 im Dienste der portugiesischen Königsfamilie und war ihr 1809 nach Brasilien gefolgt (der gesamte portugiesische Hof siedelte 1807, auf der Flucht vor Napoléon, nach Rio de Janeiro über), wo er die Eisenhütte São João do Ipanema in Sorocaba leitete. 1823 kehrte Ludwig Wilhelm Varnhagen nach Portugal zurück und nahm seinen sechsjährigen Sohn Francisco Adolfo mit. Dieser besuchte in Lissabon zunächst das Real Colégio da Luz, absolvierte dort später verschiedene Studiengänge der militärischen, technischen, mathematischen, ökonomischen und paläographischen Wissenschaften.

## Bedeutung
Es war Varnhagen, selbst tief in der europäischen Kultur verwurzelt, der Brasilien seine neue Identität gab. Er war der Begründer der methodischen Geschichtsforschung in und für Brasilien. Fast immer im europäischen „Exil“ lebend, suchte der „brasilianische Patriot“ (wie ihn sein Zeitgenosse Capistrano de Abreu bezeichnete) in europäischen Archiven nach Dokumenten über die Kolonisierung des späteren Kaiserreiches und wertete sie aus. 1841 nahm er, gleich nach der Volljährigkeitserklärung und Inthronisierung des erst 15-jährigen brasilianischen Kaisers Pedro II., die brasilianische Staatsbürgerschaft an und wurde Mitglied des 1838 gegründeten „Instituto Histórico Geographico Brasileiro“. Das Ergebnis seiner langjährigen Forschungsarbeiten präsentierte er in seinem Hauptwerk, der fünfbändigen „História Geral do Brasil“ („Allgemeine Geschichte Brasiliens“).
Varnhagen war Autodidakt. Selten zitiert er andere Autoren (Historiker), aber er kannte die (europäischen) historischen Werke seiner Zeit gut, und vermutlich war der Einfluss Leopold von Rankes prägend. Wie auch Ranke, war Varnhagen ein „typischer Historiker des 19. Jahrhunderts“. Überhaupt scheint der deutsche Einfluss aufgrund der Nationalität seines Vaters groß gewesen zu sein. Varnhagen übersetzte u. a. Schriften Heinrich Heines ins Portugiesische.
Varnhagen wurde zu einem der wichtigsten Mitglieder des „Historisch-geographischen Instituts“, und anders als andere Mitglieder, die in der Mehrzahl Juristen oder Philosophen waren, beschäftigte er sich vor allem mit historischen Themen und war von der wissenschaftlichen Forschungsarbeit überzeugt. Seine Methoden waren die hermeneutische Erklärung statt der Suche nach Naturgesetzen, empirische Forschung statt philosophischer Verallgemeinerungen.
Ein Schwerpunkt in Varnhagens Werk war die Konstruktion einer brasilianischen Nation aus den verschiedenen in Brasilien lebenden Ethnien (der uramerikanischen/indianischen, afrikanischen und europäischen). Dabei stellte er sich als „Meister“ der eurozentrischen Geschichtsschreibung  heraus, denn er repräsentierte die Vorstellungen der brasilianischen Elite von Geschichte und Nation. Mit großer Eloquenz und Anhäufungen von Daten und Fakten preist er in der „Allgemeinen Geschichte Brasiliens“ die portugiesische Kolonisierung. Dabei behält er stets die Sichtweise des „siegreichen Kolonisators“. Als Sieger nämlich zwang der Kolonisator den Kolonisierten seine vermeintliche ethnische, kulturelle und religiöse Überlegenheit auf – zu Recht, nach Ansicht Varnhagens.
Und doch berücksichtigt Varnhagen z. B. die Geschichte der Indios als integralen Bestandteil der brasilianischen Geschichte und propagiert auch die Beschäftigung mit den Indianersprachen. Die Rückbesinnung zu den „Wurzeln“ einer Nation war in der Geschichtsschreibung des 19. Jahrhunderts in Europa und auch in Amerika allgegenwärtig.
1856 wurde er als auswärtiges Mitglied in die Bayerische Akademie der Wissenschaften aufgenommen. Im Jahr 1872 erhielt Varnhagen den Titel Baron von Porto Seguro.
Er beendete seine Karriere als diplomatischer Vertreter in Wien, wo er 1878, im Alter von 62 Jahren, starb.
1864 heiratete er Carmen Ovalle aus Chile, weshalb er in Santiago de Chile bestattet wurde. Seine sterblichen Überreste wurden in einem Denkmal in Sorocaba hinterlegt.

## Schriften
- Florilegio de poesia brasileira (1850–53)
- Trovas e Cantares (1853)
- História Geral do Brasil (1854–57)
- Examen de quelques points de l’histoire Géographique du Brésil (1858)
- Amerigo Vespucci (1865)
- Nouvelles recherches sur les derniers voyages du navigateur florentin (1869)
- História das Lutas contra os Holandeses no Brasil desde 1624 a 1654 (1871)
- Introduction to the reprint of Garcia de Orta, Colóquios dos Simples e Drogas da India (1872)
- Ainda A. Vespucci (1874)